# Caldwellia philyrina
Caldwellia philyrina fue una especie de molusco gasterópodo de la familia Euconulidae en el orden de los Stylommatophora.

## Distribución geográfica
Fue  endémica de las  Islas Mauricio